# Astragalus havianus
Astragalus havianus är en ärtväxtart som beskrevs av E.Peter. Astragalus havianus ingår i släktet vedlar, och familjen ärtväxter.

## Underarter
Arten delas in i följande underarter:
- A. h. havianus
- A. h. pallidiflorus